# KulturNav
KulturNav je norská cloudová softwarová služba. Umožňuje vytvářet, spravovat a distribuovat informace o osobnostech nebo terminologii se zaměřením na potřeby muzeí a dalších institucí spravujících kulturní dědictví. Software vyvíjí nezisková instituce KulturIT ANS a projekt financuje norská rada pro umění (Arts Council Norway).
Služba zlepšuje přístup k informacím o kulturním dědictví v archívech, knihovnách a muzeích. Tyto informace jsou sdíleny spolu s jednotnými metadaty. Tato metadata se publikují jako otevřená data, která umožňují propojovat tyto informace s dalšími zdroji. Tuto službu používají především švédské a norské kulturní instituce.